# Lagan (tätort)
För andra betydelser, se Lagan (olika betydelser).
Lagan är en tätort i Berga distrikt i Ljungby kommun i Kronobergs län och kyrkby i Berga socken med Berga kyrka.
Namnet har orten fått från ån Lagan, vid vilken den ligger.

## Historia
Den ursprungliga bebyggelsen i Lagan låg runt före detta yllefabriken i Åby, Prästtorp och gamla Åby. Lagan utvecklades sedan vidare genom järnvägens tillkomst och kraftverksbyggen vid ån Lagan. Bebyggelsen består till största delen av villor i varierande åldrar. I Lagan finns flera industriområden. Det största finns i västra delen längs motorvägen på E4:an.

### Befolkningsutveckling
| Befolkningsutvecklingen i Lagan 1960–2020                       | Befolkningsutvecklingen i Lagan 1960–2020 | Befolkningsutvecklingen i Lagan 1960–2020 | Befolkningsutvecklingen i Lagan 1960–2020 | Befolkningsutvecklingen i Lagan 1960–2020 |
| --------------------------------------------------------------- | ----------------------------------------- | ----------------------------------------- | ----------------------------------------- | ----------------------------------------- |
|                                                                 |                                           |                                           |                                           |                                           |
| År                                                              |                                           |                                           | Folkmängd                                 | Areal (ha)                                |
| 1960                                                            | 1960                                      |                                           | 606                                       |                                           |
| 1965                                                            | 1965                                      |                                           | 849                                       |                                           |
| 1970                                                            | 1970                                      |                                           | 1 505                                     |                                           |
| 1975                                                            | 1975                                      |                                           | 1 688                                     |                                           |
| 1980                                                            | 1980                                      |                                           | 1 840                                     |                                           |
| 1990                                                            | 1990                                      |                                           | 1 848                                     | 266                                       |
| 1995                                                            | 1995                                      |                                           | 1 840                                     | 272                                       |
| 2000                                                            | 2000                                      |                                           | 1 754                                     | 264                                       |
| 2005                                                            | 2005                                      |                                           | 1 751                                     | 264                                       |
| 2010                                                            | 2010                                      |                                           | 1 744                                     | 273                                       |
| 2015                                                            | 2015                                      |                                           | 1 550                                     | 236                                       |
| 2020                                                            | 2020                                      |                                           | 1 642                                     | 246                                       |
| Anm.: Sammanvuxen med Åby 1970. Åby avgränsad till småort 2015. |                                           |                                           |                                           |                                           |

## Samhället
I Lagan finns bland annat golfbana, restauranger, vandrarhem, hotell och konferenslokaler och frisersalonger. Kommunal social service finns bland annat på Åbrinkens äldreboende. Där finns också serviceboende för funktionshindrade samt ett dagcenter. På orten har landstinget Kronoberg en vårdcentral med distriktsläkare och sköterskemottagning, folktandvård, barnavårdscentral, barnmorskemottagning. Familjecentralen är en samverkan mellan social, polis, barnmorska, barnavårdscentral, barnomsorg och skola. Bibliotek finns på Åbyskolan.

## Näringsliv
Arbetspendling är vanlig till Ljungby, men även från Ljungby till Lagan. Arbetstillfällen i Lagan fanns 2022 huvudsakligen inom tillverkning. I Lagan fanns bland andra Swedrive AB som tillverkar transmissionsprodukter, Modulpac AB som tillverkar kapsyler och förpackningar i plast, Sundström Safety AB som tillverkar skyddsutrustning samt Hydraulmekano som tillverkar hydraulcylindrar. Ett annat företag i orten var Hedin Lagan AB, inriktat på industriell utrustning för hantering och transport av tunga laster och föremål.

## Utbildning
I Lagan och Åby fanns 2023 förskola, dagbarnvård, fritidshem och skola 0-6. I årskurs 7-9 fick eleverna sin undervisning på Åbyskolan.

## Idrott
Lagan har fotbollsföreningen Lagans AIK där den svenske landslagsspelaren Emil Krafth (Newcastle United) startade sin karriär. Tätorten har också ett innebandylag som går under namnet "Lagan IBK".